# Alyssa Sutherland
Pour les articles homonymes, voir Sutherland.
Alyssa Sutherland est un mannequin et une actrice australienne née le 23 septembre 1982 à Brisbane.

## Biographie
Elle débute dans le mannequinat dès 15 ans et décroche la Une de plusieurs magazines de mode. Elle s’installe ensuite à New York pour poursuivre sa carrière et apparaît dans plusieurs campagnes publicitaires de marques prestigieuses telles que Chanel, Bulgari et Calvin Klein. 
Elle fait ses premiers pas dans la comédie en 2006, tout en restant dans le milieu de la mode qui lui est familier, avec Le Diable s’habille en Prada, aux côtés de Meryl Streep et Anne Hathaway. Elle enchaîne avec des apparitions dans les séries New Amsterdamet New York Unité Spéciale, ainsi que les films indés The Fortune Theory et Spencer. 
C’est en 2013 qu’elle décroche le rôle qui va la faire connaître auprès du grand public, celui d’Aslaug Sigurddottir qui deviendra la Reine Aslaug, dans la série Vikings. Cette dernière, en plus d’être la seconde femme de Ragnar Sigurdsson, guerrier, héros et roi du Danemark, peut également prédire l’avenir grâce à des visions. Un rôle qu’elle va tenir durant trois saisons. 
Elle enchaîne en 2017 avec une autre série, The Mist, adaptée du roman de Stephen King. Elle y incarne Eve Cunningham, une mère faisant son possible pour protéger sa fille adolescente des dangers qui se cachent dans le brouillard. Mais le programme ne convainc ni le public ni la critique et est annulé à l’issue d’une saison. On retrouve Alyssa Sutherland le temps d’un épisode de Timeless, où elle prête ses traits à Hedy Lamarr, l’actrice glamour qui inventa le principe scientifique servant aujourd'hui aux technologies Wi-Fi et Bluetooth. 
En 2023, elle change radicalement de registre et s’essaie à l’horreur avec Evil Dead Rise, nouvel opus de la franchise initiée par Sam Raimi. Dans un déluge d’effets gores, elle campe une mère célibataire qui, possédée par un démon, va s’en prendre violemment à ses trois enfants et à sa soeur.

## Filmographie

### Cinéma
- 2006 : Le diable s'habille en Prada : Clacker
- 2006 : Day on Fire (en) : Shira
- 2009 : Shoot (en) : Claire
- 2012 : Arbitrage : la réceptionniste du Jeffrey's
- 2013 : The Fortune Theory : Delilah Heinz
- 2019 : Blood Vessel
- 2023 : Evil Dead Rise de Lee Cronin : Ellie

### Télévision
- 2008 : New Amsterdam : Alice
- 2008 : Huge (en) : Izzy
- 2011 : New York, unité spéciale (saison 12, épisode 22) : Kate
- 2013 - 2017 : Vikings : Áslaug
- 2017 : The Mist : Eve
- 2018 : Timeless : Hedy Lamarr
- 2019 : New York, unité spéciale (saison 20, épisode 11) : Sadie Parker / Cece Taylor